# Tombarolo
Col termine tombarolo o predatore di tombe si indica un’attività criminale volta ad effettuare abusivamente uno scavo archeologico nonché la semplice ricerca (anche in mare) con lo scopo di asportare oggetti preziosi o comunque di interesse archeologico per venderli nel mercato nero del collezionismo.

## Origine del termine
Il termine è nato in riferimento agli scavi abusivi nelle tombe etrusche del Lazio e della Toscana, ma in seguito è passato a indicare chi scava e trafuga beni di interesse archeologico.

## In Italia
In Italia tutte le antichità sono tutelate dalla legge, siano esse note o anche ignote (perché sotto terra o in mezzo al mare), e pertanto l'impossessamento abusivo da parte di chiunque costituisce reato. In Italia, in particolare, l'articolo 826 del codice civile individua fra il Patrimonio indisponibile dello Stato "le cose di interesse storico, archeologico, paletnologico, paleontologico e artistico, da chiunque e in qualunque modo ritrovate nel sottosuolo". Il Decreto Legislativo 22 gennaio 2004, n. 42, in materia di "Codice dei beni culturali e del paesaggio", inoltre, all'articolo 88 stabilisce che "Le ricerche archeologiche e, in genere le opere per il ritrovamento delle cose indicate all'art .10 [beni culturali di interesse archeologico, ndr] in qualunque parte del territorio nazionale sono riservate al Ministero". 
L'opera dei tombaroli, inoltre, stravolge la stratigrafia di un deposito archeologico, cosicché diventa molto difficile, se non impossibile un eventuale studio del sito da parte degli archeologi.
Il film La chimera (2023) di Alice Rohrwacher racconta il fenomeno dei tombaroli.